# Kiku-1
O Kiku-1, também conhecido por seu seu nome técnico ETS-I (acrônimo de Engineering Test Satellite-I), foi um satélite japonês que era de propriedade da NASDA.

## Lançamento
O satélite foi lançado com sucesso ao espaço no dia 9 de setembro de 1975, às 05:30 GMT, por meio de um veículo N-I a partir do Centro Espacial de Tanegashima, no Japão. Ele tinha uma massa de lançamento de 85 kg.

## Características
O satélite tinha forma de um poliedro com 26 faces, com um diâmetro de 80 cm e um peso de 82,5 kg. Sua missão era validar a operação do lançador N-I e operações de monitoramento e controle do satélite. A utilização operacional do Kiku-1 terminou em 28 de abril de 1982.